# 吉村昌弘
吉村 昌弘（よしむら まさひろ、1936年（昭和11年）10月28日 - 2003年（平成15年）9月27日）は、愛媛県宇和島市出身の元競泳選手。1956年メルボルンオリンピック競泳男子200m平泳ぎ銀メダリスト。

## 経歴
宇和島東高校、日本大学卒業。大学在学中、メルボルンオリンピック200m平泳ぎで銀メダルを獲得した。金メダルの古川勝と共に潜水泳法を駆使し日本勢ワンツーフィニッシュを飾った。
2003年、66歳で死去。